# فيديل مونيوز
فيديل مونيوز (بالإسبانية: Fidel Muñoz)‏ مواليد 25 يوليو 1988 في كولومبيا، هو ملاكم محترف كولومبي يصنف ضمن فئة وزن الوسط.

## إحصائيات
خاض خلال مسيرته 48 نزالا، فاز في 35 وتعادل في 1 وخسر في 12. فاز بالضربة القاضية في 29 نزالا.

## روابط خارجية
- فيديل مونيوز على موقع بوكس ريك (الإنجليزية) (registration required)